# Грейс (тропический шторм, 2009)
Тропический шторм Грейс (англ. Tropical Storm Grace) — девятый по счёту тропический циклон в сезоне атлантических ураганов 2009 года, сформировавшийся в северо-восточной части Атлантического океана, седьмой по счёту получивший собственное имя циклон в сезоне 2009 года.
Образовавшийся 4 октября 2009 года над Азорскими островами субтропический циклон быстро набрал силу до уровня тропического шторма по шкале классификации ураганов Саффира — Симпсона, достигнув пика интенсивности с показателями постоянной скорости ветра 100 км/ч и атмосферного давления в 739,56 миллиметров ртутного столба. Дальнейшему развитию конвективной системы циклона на всём его пути движения мешала относительно холодная температура поверхности океана. К концу суток 5 октября Национальный центр прогнозирования ураганов США объявил о начале слияния Тропического шторма Грейс с фронтальной системой, расположенной в северо-западной части Атлантического океана, после чего сила шторма пошла на убыль и значительная его часть рассеялась 6 октября 2009 года над территорией Англии, практически не причинив никакого ущерба данному району. На Азорских островах, в Ирландии и Великобритании были зарегистрированы осадки в 51 миллиметр, дожди сопровождались тропическими ветрами штормовой силы, тем не менее, специалистам оказалось сложно оценить общий ущерб по причине его весьма малой величины.

## Метеорологическая история

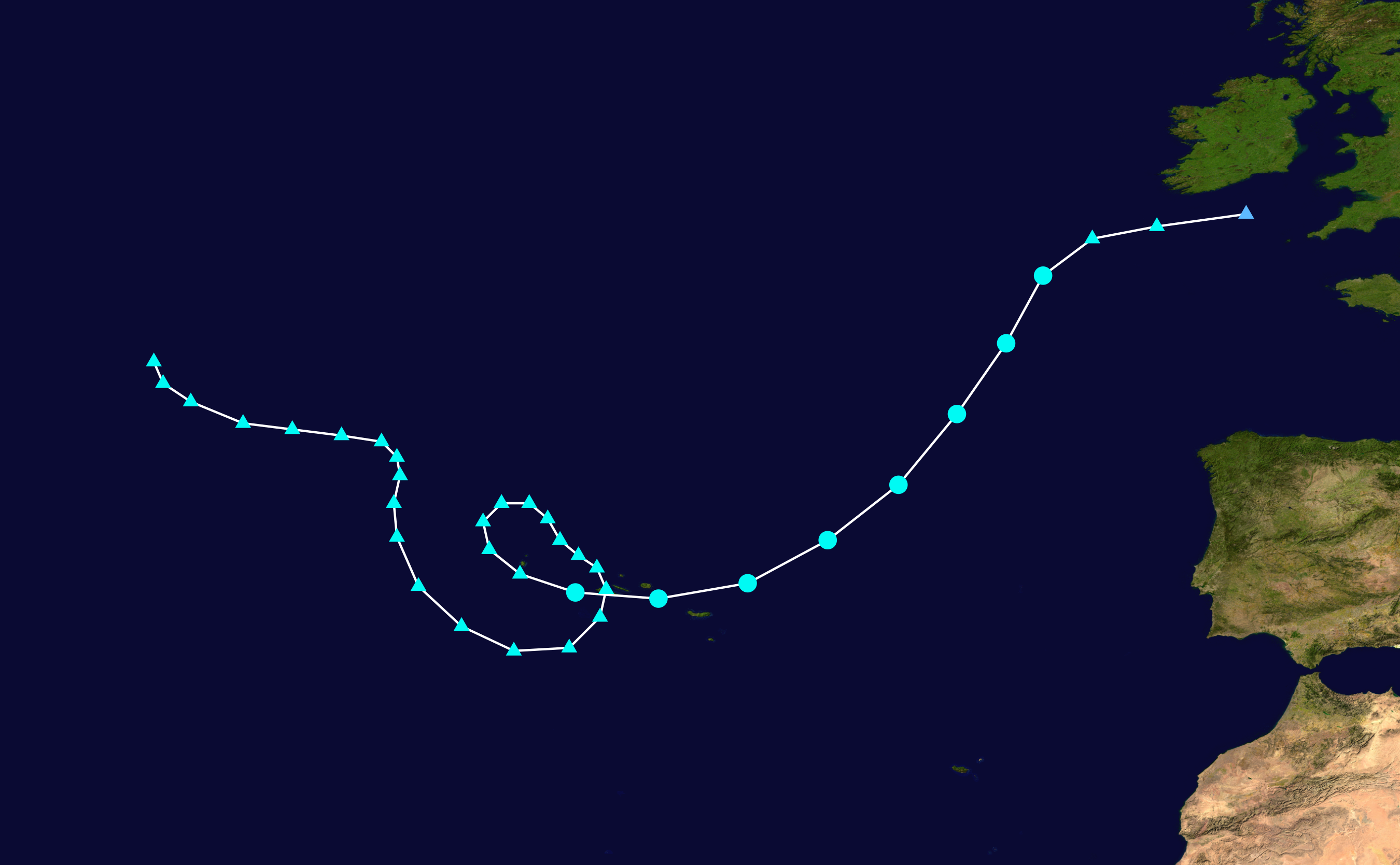
Траектория Тропического шторма Грейс

Тропический шторм Грейс возник из большого субтропического циклона, сформировавшегося 27 сентября вдоль области холодного фронта примерно в 755 километрах к востоку от Мыса Рэйс (провинция Ньюфаундленд, Канада). Изначально выделившийся циклон имел форму фронта окклюзии и в течение нескольких дней приобрёл все характеристики тропического циклона. 1 октября вблизи центра циклона начала развиваться конвективная система движения воздушных масс, сам циклон в данный момент пересекал центральную часть Азорских островов. На следующий день конвективная деятельность снизилась, вследствие чего Национальный центр прогнозирования ураганов США прекратил мониторинг циклона, считая его вошедшим в фазу полного расформирования. В течение следующих двух дней циклон менял вектор направления своего движения, в конечном итоге обернув его полный круг против часовой стрелки в районе Азорских островов и во второй половине суток 4 октября внезапно образовал сильную конвективную систему, сразу перейдя в категорию тропического шторма по шкале классификации ураганов Саффира — Симпсона. Несмотря на все характеристики тропического шторма, находившегося к тому времени у острова Сан-Мигел, Национальный центр прогнозирования ураганов США (NHC) в течение нескольких часов не выдавал никаких штормовых предупреждений.
Первая синоптическая консультация по циклону была выпущена 4 октября в 11:00 по атлантическому стандартному времени, в данной сводке шторму было присвоено имя Грейс — очередное и седьмое по счёту имя в списке сезона атлантических ураганов 2009 года. К этому времени Грейс имел все признаки тропического шторма, включая хорошо выраженный центр циркуляции воздушных масс (глаз бури). Несмотря на недостаточно тёплую поверхность воды по пути следования циклона, сохранению системы конвекции воздушных масс благоприятствовали сдвиги ветра, наблюдавшиеся в нижний части атмосферного образования. К утру 5 октября Тропический шторм Грейс взял курс на северо-восток, постоянная скорость ветра в стихии была зафиксирована в 110 км/ч, однако затем, после детальных расшифровок метеорологических данных, показатель скорости ветра был официально снижен до 100 км/ч.

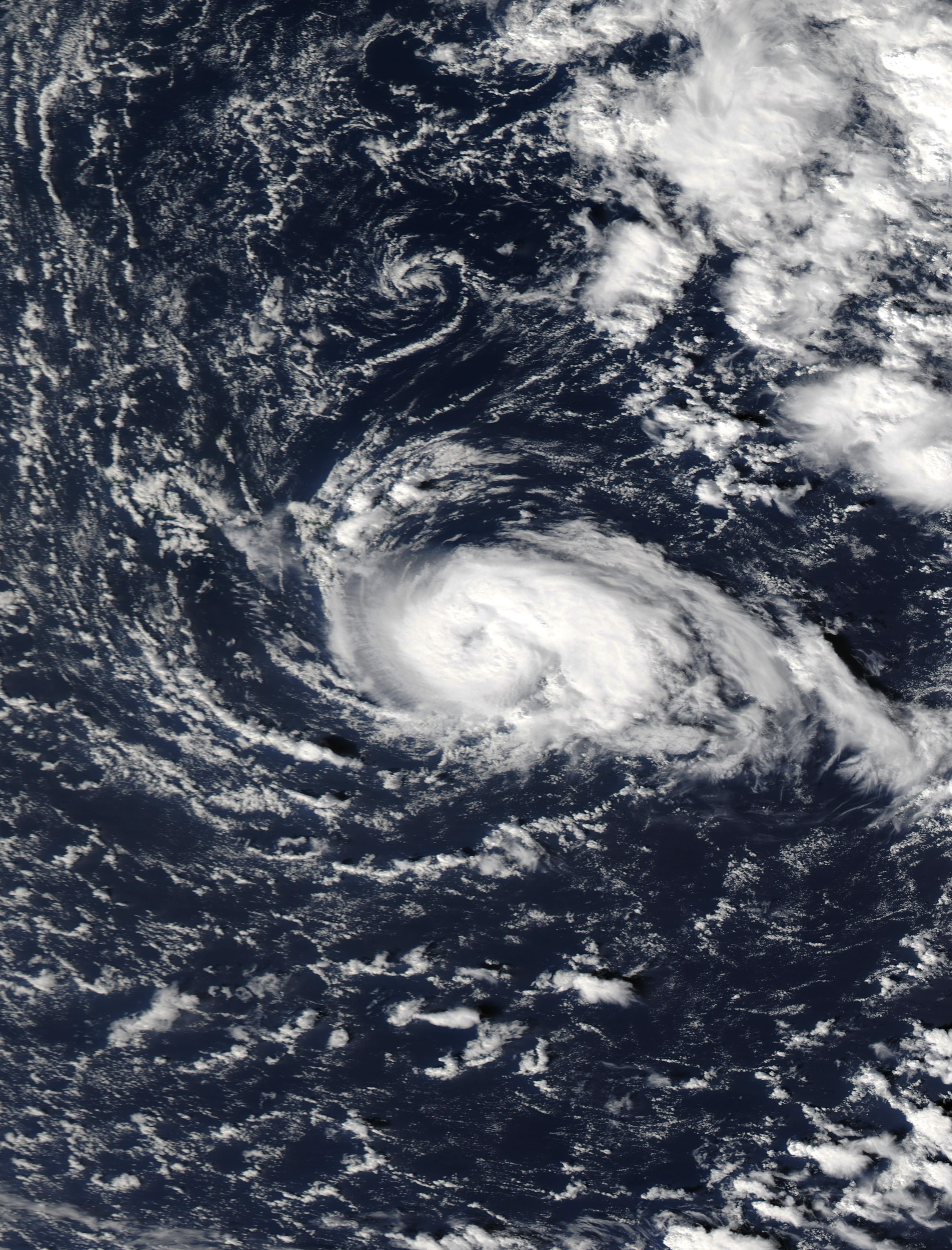
Грейс несколько часов спустя после его официальной классификации в качестве тропического шторма. 4 октября 2009 года

Грейс продолжал движение рядом с границей большого субтропического циклона, влияние которого привело к существенному снижению интенсивности шторма. К концу суток 5 октября конвективная система Тропического шторма Грейс стала асимметричной, сам шторм вступил в область относительно холодных океанических вод с температурой +18 градусов по шкале Цельсия, что совершенно не способствовало его дальнейшему развитию. В течение всего дня 5 октября грозовая активность и дожди продолжали сокращаться, но, несмотря на это, Грейс сохранял одну из главных характеристик тропического шторма — глубокий центр циркуляции тёплых воздушных масс — вплоть до начала следующих суток. Утром 6 октября NHC издал последнюю метеосводку по циклону, который к тому времени объединился с широким холодным фронтом над северо-восточной частью Атлантического океана. Непосредственно перед слиянием в центре циклона атмосферное давление составило 986 миллибар (739 миллиметров ртутного столба). Внетропические остатки Грейс сохранялись ещё на протяжении 18 часов, после чего окончательно рассеялись к утру 7 октября над акваторией Кельтского моря.

## Воздействие шторма и его характеристики
После образования тропического циклона территория Азорских островов подверглась незначительным осадкам и сильному ветру, порывы которого достигали 71 км/ч по данным метеоцентра в городе Понта-Делгада. В связи с относительно быстрой скоростью движения шторма, Грейс достиг побережья Великобритании, не успев как следует вобрать в себя влажный воздух и влагу с океанической поверхности. В ирландском городе Корк выпало до 30 мм осадков, постоянная скорость ветра при этом составила 31 км/ч. На побережье Уэльса был зафиксирована постоянная скорость ветра в 66 км/ч, что соответствует минимальному значения для тропического шторма по шкале классификации ураганов Саффира — Симпсона. К исходу 6 октября остатки стихии прошли над центральной частью Уэльса, вызвав серию проливных дождей и сильных ветров на данной территории. Максимум осадков в Великобритании был зарегистрирован в городе Кейпел-Кериг, достигнув уровня в 49 мм.
Циклон Грейс набрал силу тропического шторма, дойдя до 41-й параллели северной широты. Во всей документированной истории атлантических ураганов дальше на север (по сравнению с Грейс) формировался лишь один циклон — тропический шторм Альберто, проходивший в сезоне ураганов 1988 года. Грейс также стал самым дальним (в направлении северо-запада Атлантики) штормом по месту его образования, опередив в данном критерии ураган Винс, свирепствовавший в сезоне атлантических ураганов 2005 года. В дальнейшем синоптики Национального центра прогнозирования ураганов США, проведя детальную расшифровку всех метеорологических данных, установили факт образования тропического шторма Грейс на 12 часов ранее, чем это предполагалось сначала, тем самым установив точку формирования шторма в 38,5 градусов северной широты.